# Første Karl Gustav-krig
Den Første Karl Gustav-krig indledtes i 1657 med, at Kong Frederik 3. 1. juni erklærede Sverige og Kong Karl X Gustav krig. "Karl Gustav-krigen" skulle være revanche for nederlaget i Torstenson-krigen i 1645. Først den 20. juni modtog svenskekongen krigserklæringen i den vestpreussiske by Thorn, nu Torun.
Efter det danske angreb i juni på det svenskbesatte bispedømme Bremen-Verden, der hurtigt erobredes, rykkede svenskerne fra Polen ind i Holsten og besatte hele Jylland. Mens Danmark sejrede i Halland og generobrede de i 1645 afståede norske landsdele.
I oktober indtog svenskerne Frederiksodde (Fredericia) efter et slag med over 1.000 døde danske soldater, og rigsmarsk Anders Bille blev taget til fange dødeligt såret.
Det blev en streng isvinter, og bælterne frøs til, så de svenske tropper kunne marchere over isen; først til Fyn, som de nåede 30. januar 1658. Her stod Slaget ved Tybrind Vig, som endte med et komplet nederlag for danskerne. Via Tåsinge, Langeland, Lolland og Falster nåede svenskerne Sjælland, og allerede den 15. februar stod de 20 km fra København. Den danske statsledelse var lammet af panik og indledte 18. februar en ydmygende fredsmægling i Høje Tåstrup, som blev ratificeret ved freden i Roskilde 26. februar.
Hvad danskerne var uvidende om, men svenskerne vidste gennem opsnappede depecher, var, at Brandenburg og Østrig havde besluttet at sende 23.000 soldater til Danmark som hjælp mod det svenske kvælergreb. De svenske fredsforhandlere begyndte at sænke deres krav om landafståelser og fik meget travlt med at få freden undertegnet. Da danskerne fik nys om undsætningshæren, var det for sent.
Senere på året indledte svenskerne Anden Karl Gustav-krig.